# Hildebrand Gurlitt
Hildebrand Gurlitt (ur. 15 września 1895, zm. 9 listopada 1956) – niemiecki historyk sztuki i handlarz dziełami sztuki.

## Życiorys
Gurlitt urodził się 15 września 1895. Jego dziadek był malarzem, a ojciec historykiem sztuki. W czasie I wojny światowej Hildebrand Gurlitt służył w armii jako oficer piechoty. Po zakończeniu walk podjął w rodzinnym Dreźnie studia w zakresie historii sztuki, uzyskał też w tej dziedzinie doktorat. W 1925 został dyrektorem Muzeum Króla Alberta w Zwickau, przebudował wówczas budynek w stylu Bauhausu i co roku organizował ówczesnym twórcom duże wystawy. W 1930 jako „mieszaniec drugiego stopnia” i miłośnik modernizmu stracił stanowisko szefa muzeum po naciskach nazistów. Po jego dymisji lokalna prasa i mieszkańcy powszechnie wyrażali swoje zadowolenie. Po utracie pracy Gurlitt przeniósł się do Hamburga i zaangażował się w prace w tamtejszym stowarzyszeniu artystów, ale stracił stanowisko, gdy w 1933 jedna z miejscowych gazet, już po przejęciu władzy przez nazistów, zarzuciła mu „zażydzenie środowiska artystycznego”.
Straciwszy pracę zajął się handlem sztuką, który mimo Wielkiego Kryzysu dobrze się rozwijał. Szybko w swojej działalności zawodowej zyskał uznanie środowiska i gdy w 1937 dzieła modernistów zaczęto usuwać z muzeów jako „sztukę zdegenerowaną”, a Joseph Goebbels postanowił niechciane dzieła sprzedać, Gurlitt znalazł się wśród handlarzy sztuki, których wciągnięto do współpracy przy obrocie tymi pracami.
Gdy Gurlitt zdobył zaufanie nazistów, ci wyznaczyli mu zadanie zbierania w okupowanej zachodniej Europie obrazów dla wielkiego muzeum sztuki w Linzu, które tworzono z polecenia Hitlera. Dysponujący kilkumilionowym budżetem Gurlitt do końca wojny kupił od kolekcjonerów i handlarzy dzieł sztuki ponad 100 obrazów i rzeźb. Zakupione obrazy przechowywał w Dreźnie, dokąd przeniósł się w 1942.
Zimą 1945 zabrał 25 skrzyń z obrazami i wyjechał z rodziną do Aschbach, gdzie kilka miesięcy później aresztowali go amerykańscy żołnierze. Po trzech dniach przesłuchań został jednak zwolniony z braku dowodów na nielegalne posiadanie tych dzieł. Gurlitt twierdził po wojnie, że reszta jego kolekcji została zniszczona podczas bombardowań Drezna. Zarekwirowane w 1945 dzieła sztuki oddano mu dopiero w 1950. Po wojnie dalej handlował sztuką i działał w nadreńskim stowarzyszeniu artystów.
Zginął w wypadku samochodowym 9 listopada 1956.
Miał syna Corneliusa.
W lutym 2012 kolekcja 1406 obrazów Gurlitta o szacunkowej wartości miliarda euro została odnaleziona w domu jego syna. Aresztowanie kolekcjonera i zajęcie kolekcji nastąpiło z powodu podejrzeń o przestępstwa podatkowe. Sprawa była trzymana przez wymiar sprawiedliwości w tajemnicy, opinii publicznej znana stała się dopiero w listopadzie 2013. Konsul generalna Justyna Lewańska jako pierwsza wystąpiła do prokuratury w Augsburgu z wnioskiem o udostępnienie pełnej  listy zabezpieczonych  obrazów z  kolekcji Gurlitta. Zapowiedziano wówczas, że prawdopodobnie około 400 obrazów wróci do właściciela, gdyż nie znalazły się one na listach zaginionych dzieł sztuki, a pretensji do nich nikt nie zgłosił. Cornelius Gurlitt całe życie poświęcił ochronie kolekcji, czyniąc to jedyną aktywnością swojego życia. W 2011 sprzedał jednak kilka obrazów, by uzyskać środki do życia.